# Vadim Ghirda
Vadim Ghirda est un photographe de guerre roumain, né le 15 janvier 1971.
Il remporte un World Press Photo en 2017 et deux trophées au Prix Bayeux-Calvados des correspondants de guerre en 2022.

## Biographie
Vadim Ghirda a rejoint l’agence Associated Press en 1990 à l’âge de dix-huit ans alors que le communisme s’effondre en Europe centrale et orientale et qu’il poursuit ses études. Il obtient son diplôme en génie civil de l’Université technique d'ingénieurs civils de Bucarest en 1995.
Il a commencé par couvrir les troubles sociaux et politiques complexes générés par la transition du régime totalitaire à la démocratie après la chute du mur de Berlin. En Roumanie, les troubles civils, les émeutes de mineurs, la corruption généralisée de haut niveau, la déclaration d’indépendance de la Moldavie vis-à-vis de l’Union soviétique et la guerre de sécession dans la région de Transdniestrie, en Ukraine les manifestations avant le renversement de Mikhaïl Gorbatchev, au début des années 90 et la dislocation de l'URSS.
À la fin des années 90, il a couvert l’éclatement de la Yougoslavie, la guerre de Bosnie-Herzégovine, les manifestations anti-Milosevic à Belgrade, les bombardements de l’OTAN sur la Serbie en 1999, la guerre du Kosovo et la guerre en Macédoine. Entre 2001 et 2005 il couvre les conflits au Moyen-Orient en Israël et en Irak. En 2014, il a couvert l’annexion de la Crimée par la Russie et la guerre du Donbass, la campagne de bombardements menée par les États-Unis contre le groupe État islamique dans la ville syrienne de Kobané.
Sa couverture pour Associated Press de l’invasion de l’Ukraine par la Russie, lui vaut d’être récompensé par deux trophées au Prix Bayeux-Calvados des correspondants de guerre en 2022,.

## Prix et récompenses
Liste non exhaustive
- 2000, 2001 et 2003 : Associated Press Managing Editors Award[2]
- 2001 : Editor and Publisher Photo Contest, 1er prix[2]
- 2002 : National Headliner Awards 1er prix[2]
- 2007 et 2015 : Atlanta Photojournalism Seminar, 1er prix[2]
- 2008 : Clarion Prize[2]
- 2013 : US National Press Photographers Association 1er prix[2]
- 2017 : World Press Photo, Contemporary Issues, 2e prix, pour « Migrant Crossing »[2]
- 2022 : Prix Bayeux-Calvados des correspondants de guerre - catégorie photo, Prix du Public / Agence française de développement  pour « Guerre en Ukraine »[4],[6]
- 2022 : Prix photo du jury international du Prix Bayeux des correspondants de guerre – 2e prix – pour son reportage en Ukraine « Le siège de Mariupol »[4],[6]